# Lilián Heinz
Lilián Heinz (* 26. Juni 1935) ist eine ehemalige argentinische Sprinterin.
Bei den Panamerikanischen Spielen 1951 in Buenos Aires gewann sie jeweils Bronze über 100 m und in der 4-mal-100-Meter-Staffel.
1952 holte sie bei den Leichtathletik-Südamerikameisterschaften in Buenos Aires Bronze über 200 m. Bei den Olympischen Sommerspielen in Helsinki schied sie über 100 m, 200 m und mit der argentinischen 4-mal-100-Meter-Stafette im Vorlauf aus.
Bei den Panamerikanischen Spielen 1955 in Mexiko-Stadt wurde sie Fünfte über 100 m und gewann Silber mit der argentinischen 4-mal-100-Meter-Stafette.

## Persönliche Bestzeiten
- 100 m: 12,38 s, 1955
- 200 m: 25,7 s, 1952